# Archibald Joyce
Archibald Joyce   (Belgravia, 25 de maig de 1873 - 22 de març de 1963) fou un compositor anglès de música lleugera de principis del segle XX. Sovint considerat com el "rei anglès del vals", anglès: 'English Waltz King',és conegut per composicions breus com Somni de tardor i Vision of Salome, que formaven part del repertori d'orquestra de la White Star Line.

## Vida
Joyce va néixer a Belgravia, Londres, el maig de 1873. Va començar a compondre de ben jove i es va fer conegut per escriure valsos. Joyce va morir el 1963 als 89 anys.

## Obres

### Valsos
Joyce va guanyar protagonisme per primera vegada amb la publicació del seu vals Somni de tardor (Songe d'automne en francès) el 1908, originalment escrit per a piano.
L'any següent va repetir aquest èxit amb el vals Vision of Salome (1909)també escrita per a piano.
La seva música era molt popular entre les orquestres de ball de l'època i els pianistes aficionats. Les partitures de piano en solitari per als seus valsos es venien en grans quantitats al Regne Unit. Va continuar principalment amb els seus valsos distintius fins al començament de la Primera Guerra Mundial. Els seus altres èxits durant aquest període foren Dreaming, vals (1911), Charming i The Passing of Salome valsos (1912), 1000 Kisses i Always Gay, valsos (1913) i Remembrance (1914).
La seva música era familiar a tot el món durant el seu període. El seu vals "Dreaming" tenia lletra d'Earl Carroll i fou introduït als Estats Units per Kitty Gordon a la comèdia musical d'Oliver Morosco Pretty Mrs Smith (1913)."Songe d'Automne" ("Somni de tardor") i "1000 Kisses" ("1000 petons") es van incorporar a la banda sonora de la pel·lícula de Charlie Chaplin La quimera de l'or.Als Estats Units, un mètode convencional per obtenir una exposició pública per a una cançó era arranjar-la per tal que inclogués una revista: d'aquesta manera, "Vision of Salome" (1909) fou inclosa a les Follies of 1910 de Florenz Ziegfeld Jr..

### Musicals
Va coescriure el musical Toto amb Merlin Morgan (director musical del Daly's Theatre de Londres). Després d'un assaig a Plymouth, es va estrenar al Duke of York's Theatre de Londres el 19 d'abril del 1916. Malgrat les bones crítiques inicials, no va reeixir i va ser retirat després de només 77 representacions.

### Postguerra
A la dècada del 1920, se li atribuïa la direcció de "la primera banda de ball modern de Gran Bretanya"amb ella va gravar per a HMV el 1912. Va continuar dirigint la seva pròpia orquestra durant diversos anys fins a principis dels anys vint. Durant la primera part de la dècada de 1920, les seves orquestres enregistraren material per al segell Vocalion Records d'Aeolian Company a Londres. Ell mateix ja havia gravat per al segell HMV de Gramophone Company a Londres abans del 1912.
Després de la dècada de 1920, l'última composició notable de Joyce fou Bohèmia - vals de concert per a piano (1942).

## Titanic
És probable que els passatgers escoltessin les composicions de Joyce durant la seva estada a bord del RMS Titanic. De fet, el Llibre de Cançons de la White Star Line (que els membres de l’orquestra havien de memoritzar) contenia diverses obres de Joyce com: Passing of Salome, A Thousand Kisses, Sweet Memories, Vision d'Amour, Love and Life in Holland, Vision of Salome, i Songe d'Automne. Harold Bride va afirmar que l'orquestra a bord del Titanic tocava Autumn ("Tardor") quan s'enfonsava. Això ha conduït a especular que Bride es referia de fet al Somni de tardor, que formava part del repertori del llibre de cançons.